# Untermais
Untermais (italienisch Maia Bassa) ist ein Ortsteil der Stadt Meran in Südtirol. 

## Lage
Untermais liegt im Meraner Talkessel im Burggrafenamt auf der orographisch linken, südlichen Seite der Passer. Auf der gegenüberliegenden Flussseite befindet sich die Meraner Altstadt. Im Nordosten bildet der Winkelweg die Grenze zu Obermais, im Westen grenzt Untermais an die Etsch und Marling, im Süden liegt der Meraner Ortsteil Sinich.

## Geschichte
Der Name Mais stammt von der römischen Zollstation Statio Maiensis, die im 3. Jahrhundert in der Nähe der Passermündung in die Etsch bestand. Untermais wird schon 1089/96 als „villa Mays“ urkundlich erwähnt. Ebenso ist es 1166 als „Mais“ im Lehen- und Einkünfteverzeichnis der hier begüterten bayerischen Grafen von Neuburg-Falkenstein, dem sog. Codex Falkensteinensis, genannt. Zur Ausstattung des 1273 begründeten Zisterzienserstiftes Stams gehörten umfassende Besitzungen in Untermais, die dem Konvent von den Grafen von Tirol übertragen wurden; Stams übt hier bis in die Gegenwart pfarrlich-seelsorgliche Funktionen aus. Mit dem schnellen Wachstum Merans als Kurort nach 1860 wuchs auch Untermais, bis zum Ersten Weltkrieg wurden hier zahlreiche Hotels und Pensionen errichtet. Ein neues Rathaus entstand 1906. Per Dekret vom 24. September 1923 wurde Untermais (wie auch Obermais und Gratsch) nach Meran eingemeindet.
In Untermais hat der Dichter, Schriftsteller und Übersetzer Christian Morgenstern (1871–1914) einige Jahre lang gelebt und ist hier verstorben. Ebenso wurde der Chorleiter Karl H. Vigl hier beigesetzt.

## Bildung
In Untermais sind mehrere öffentliche Bildungseinrichtungen angesiedelt. Für die deutsche Sprachgruppe bestehen die Grundschulen „Oswald von Wolkenstein“ und „Karl Erckert“ sowie die Landesberufsschule „Dipl. Ing. Luis Zuegg“; für die italienische Sprachgruppe gibt es die Grundschulen „Galileo Galilei“ und „Giovanni Pascoli“ sowie die Mittelschule „Luigi Negrelli“.

## Verkehr
Untermais ist über die Anschlussstelle Marling mit der MeBo, einer als Schnellstraße ausgebauten Teilstrecke der SS 38, verbunden. Der Bahnhof Untermais ist eine wichtige Zugangsstelle an der Bahnstrecke Bozen–Meran. Von 1906 bis 1950 wurde der Ort außerdem durch die Straßenbahn Lana–Meran bedient.

## Sehenswürdigkeiten
- Die römisch-katholische Pfarrkirche St. Vigil wurde 1271/73 erstmals erwähnt.
- Die Spitalkirche zum Heiligen Geist wurde 1483 vollendet.
- Der Ansitz Angerheim diente vormals als Pfarrwidum.
- Das Alte Rathaus von Untermais wurde im Stil des Historismus erbaut.

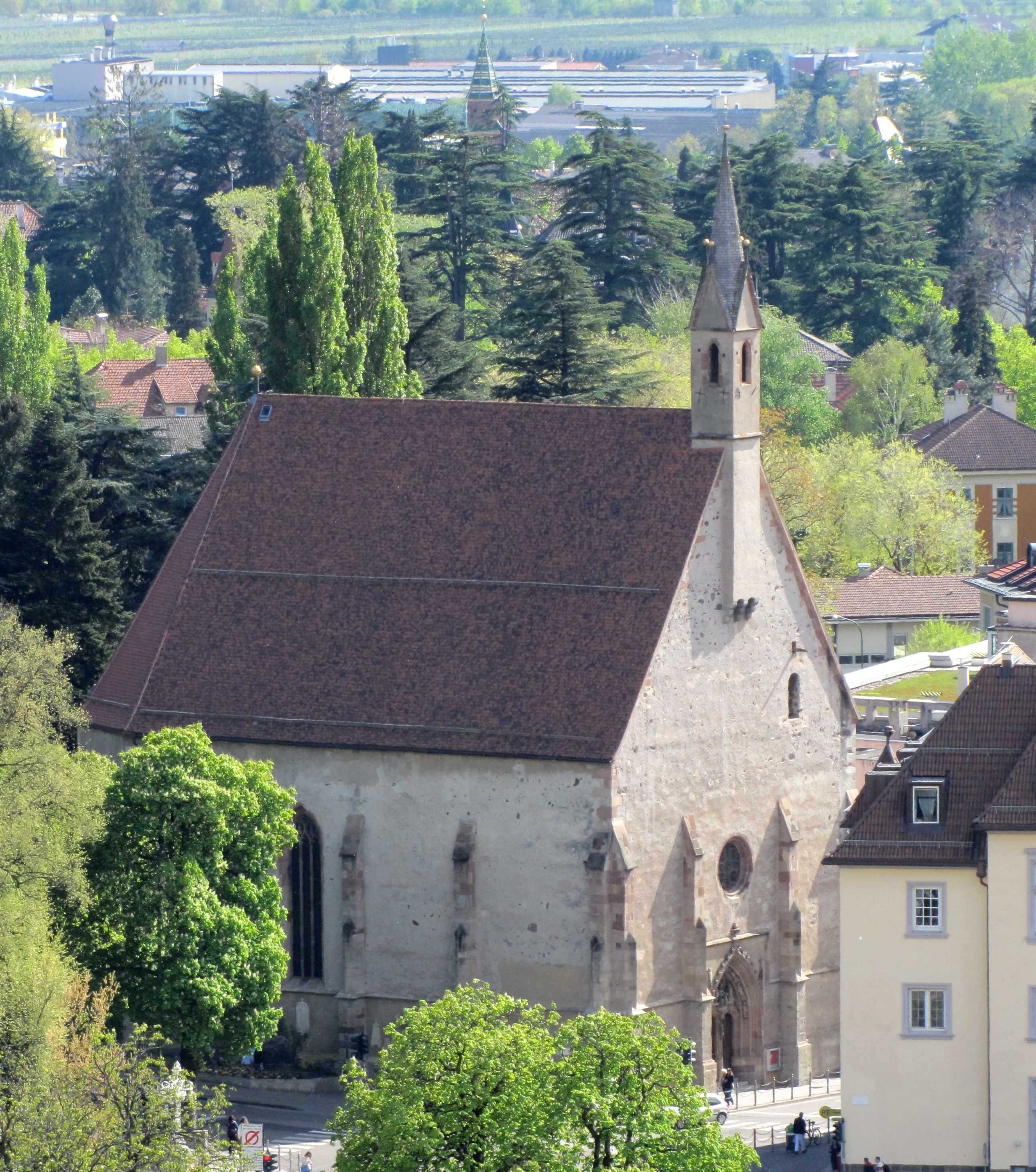
Spitalkirche
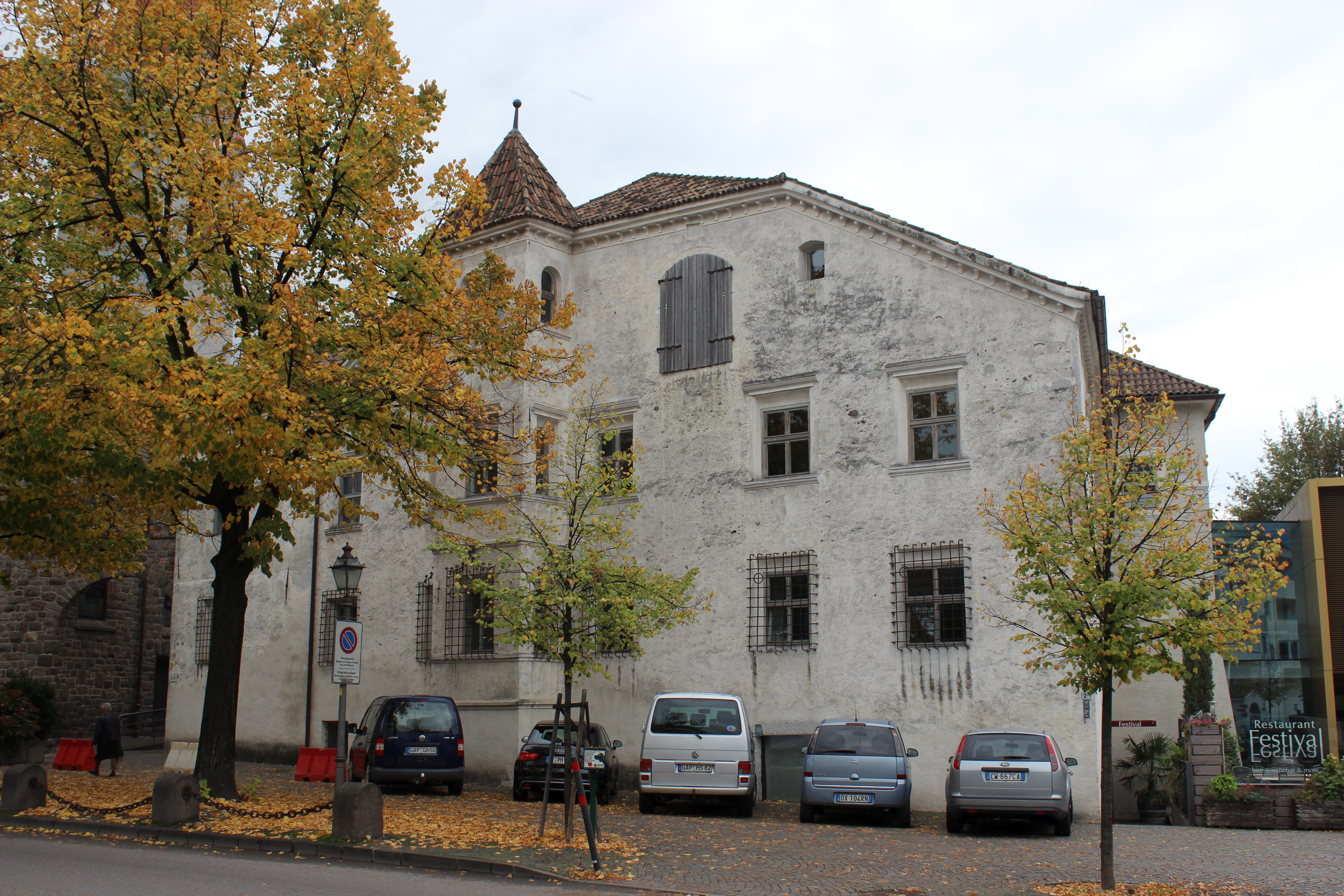
Ansitz Angerheim
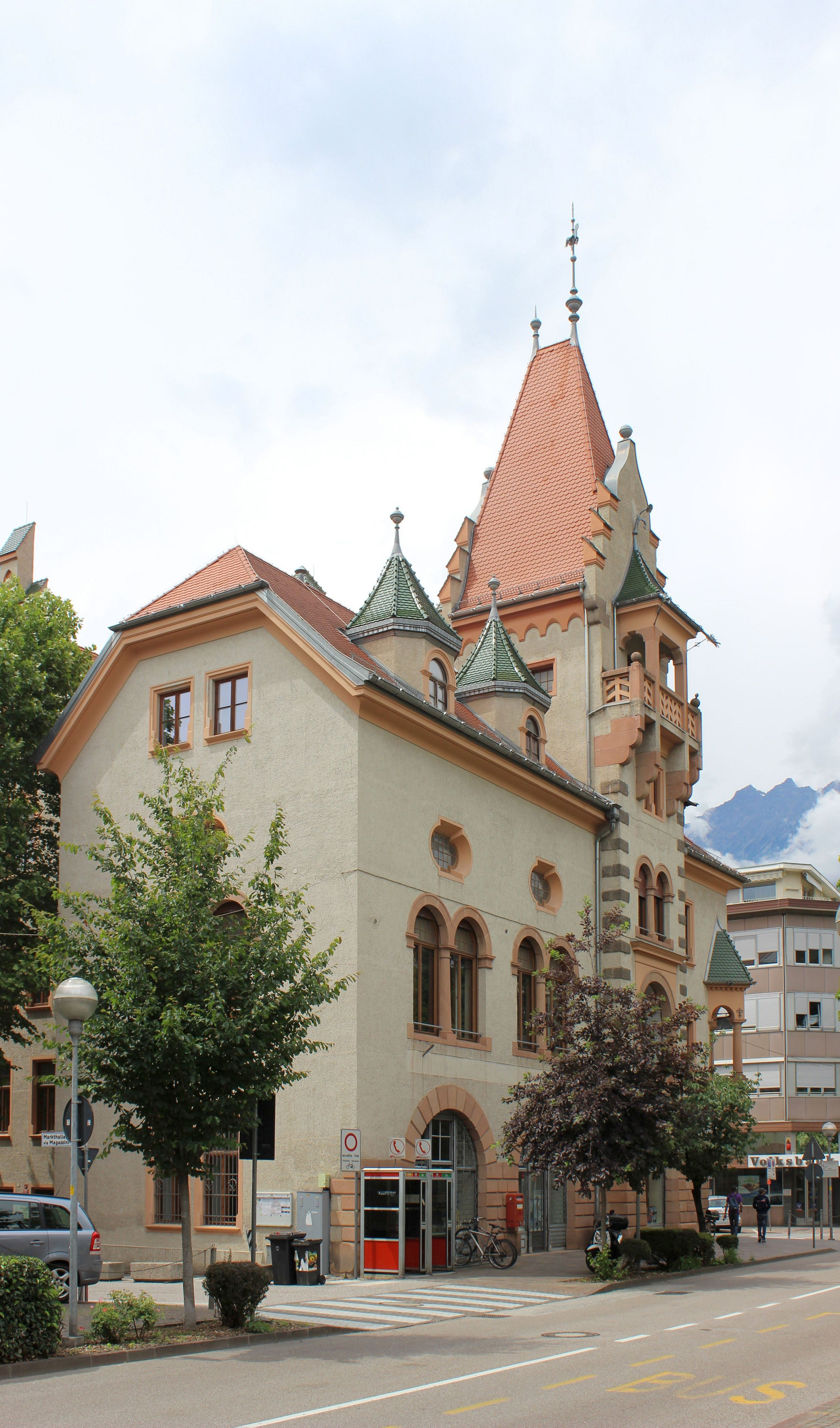
Altes Rathaus von Untermais